# Plien van Bennekom
Plien van Bennekom  (Baarn, 20 maart 1971) is een Nederlands actrice en cabaretière. Samen met Bianca Krijgsman vormt ze het cabaretduo 'Plien en Bianca'.

## Biografie
Van Bennekom, nicht van actrice Annick Boer, hield zich al jong bezig met toneel en muziek. Gedurende haar middelbareschooltijd deed ze aan jazzballet, maakte deel uit van een koor en had pianoles. Nadat ze een optreden van Brigitte Kaandorp meemaakte besloot ze om na het atheneum naar de Academie voor Kleinkunst in Amsterdam te gaan. Daar ontmoette ze Krijgsman, ze studeren beiden af in 1993 in een lichting met onder anderen Acda en De Munnik, Lucretia van der Vloot en Ellen ten Damme.
Samen met Krijgsman maakte ze de succesvolle televisieserie Zaai bij de VPRO. De serie leidde uiteindelijk tot de theatervoorstelling Biks, die hun grote doorbraak zou worden. Samen met Owen Schumacher en Paul Groot speelden ze in het theaterprogramma Stessen. Daarnaast deed Van Bennekom mee in de musicals 'Willeke' en 'Carlie'. Tussen 2004 en 2016 maakte ze deel uit van de cabaretiers in het satirisch programma Koefnoen.
Vanaf 2011 is Van Bennekom te ook zien in het satirische VARA-programma Kanniewaarzijn, waarin zij verschillende typetjes speelt.
Van Bennekom deed in seizoen 2021/2022 mee aan Maestro, waarin ze derde werd. In september 2023 was ze te zien als panellid in het RTL 4-programma DNA Singers. In 2024 deed ze mee aan het RTL 4-programma Ons kent Ons. In 2025 deed van Bennekom mee aan het derde seizoen van het programma LOL: Last One Laughing.

## Persoonlijk leven
Van Bennekom en haar echtgenoot hebben samen twee zoons en een dochter.

## Programma's
- Welkom in de Gouden Eeuw
- Welkom in de IJzeren Eeuw
- Welkom bij de Romeinen
- Welkom in de jaren 60
- Welkom in de 80-jarige Oorlog
- Welkom in de jaren 20 en 30
- Welkom in de Middeleeuwen

## Imitaties en typetjes

### Imitaties
- Chazia Mourali in Char
- Bonnie St. Claire
- Kathleen Aerts van K3
- Anky van Grunsven
- Tooske Ragas, als presentatrice van "Het Gouden... Ding" op oudejaarsavond 2005
- Fiona Hering (RTL Boulevard-modekenner)
- Floortje Dessing
- Linda de Mol in Koefnoen

### Typetjes
- Presentatrice 'Hallo Heiland'
- Presentatrice 'Feitje Ampersand'
- Monique in 'Joris en Monique'
- Dorine in 'Welkom in de Gouden Eeuw' - 'Welkom bij de Romeinen' - 'Welkom in de IJzeren Eeuw' - 'welkom in de jaren 60'

## Filmografie
- Linda, Linda (1995) - Veronica
- Zaai (1998-2003) - Irma Johanna Iepma
- Toy Story 2 (1999) - Zangstem van Jessie (stem)
- Minoes (2001) - Buurvrouw
- Afblijven (2006) - Lerares
- 'n Beetje Verliefd (2006) - Vonne
- Moordwijven (2007) - Marilou
- Spion van Oranje (2009) - Heidi
- Dik Trom (2010) - Juf
- Kanniewaarzijn (2011-2019) - Verschillende typetjes
- The Muppets (2011) - Veronica (stem)
- Bennie Stout (2011) - Burgemeester's vrouw
- Welkom in de Gouden Eeuw (2012-2013) - Dorine Goudsmit
- Welkom bij de Romeinen (2014) - Dorine Goudsmit
- Bannebroek's Got Talent (2014) - Moeder Franklin
- Pim & Pom: Het Grote Avontuur (2014) - Treesje (stem)
- Welkom in de IJzeren Eeuw (2015) - Dorine Goudsmit
- Gouden Bergen (2015) - Myrna[1]
- Jack bestelt een broertje (2015) - tante Cuni
- Welkom in de jaren 60 (2016) - Dorine Goudsmit
- Gek van geluk (2017) - Lena
- Welkom in de 80-jarige Oorlog (2018) - Dorine Goudsmit
- Mannen van Mars (2018) - Astrid
- Welkom in de jaren 20 en 30 (2019) - Dorine Goudsmit
- Kees & Co (2019-2020) - Brenda
- Scrooge Live (2020) - Geest van de Voorbije Kerst
- Welkom in de Middeleeuwen (2022) - Dorine Goudsmit
- Oogappels (2022-2023) - Moeder van Jeroen
- Ome Cor (2022) - Openbare aanklager
- Kerstappels (2022) - Moeder van Jeroen
- Cast (2023) - Zichzelf
- Nieuw Zeer (2024) - Verschillende rollen

Willem Nijholt (1980, 1981) · Leoni Jansen (1982) · Willem Ruis (1983, 1984) · Edwin Rutten (1985, 1986) · Ati Dijckmeester (1985, 1986) · Ron Brandsteder (1987) · Simone Kleinsma (1987) · Sonja Barend (1988) · Herman van Veen (1990) · Youp van 't Hek (1991) · Sylvia Millecam (1992) · Erik van Muiswinkel (1992) · Henk Westbroek (1992) · Coen Flink (1993) · Frank Groothof (1994) · Willem Ekkel (1994) · Peter Tuinman (1994) · Harry van Rijthoven (1994) · Carola Hamer (1994) · Paul de Leeuw (1995, 1996) · Menno Bentveld (1997) · Joep Onderdelinden (1998, 2020) · Marcel Faber (1998) · Aldith Hunkar (1999) · Marscha de Haan (2000) · Neel Brands (2000) · Maud Hawinkels (2001) · Klaas van der Eerden (2002, 2003, 2004) · Claudia de Breij (2004, 2005, 2009, 2012) · Jochem Myjer (2006) · Isolde Hallensleben (2007) · Jack van Gelder (2008) · Ali B (2008) · Frank Evenblij (2009) · Sara Kroos (2011) · Lex Uiting (2013, 2014, 2015, 2016, 2017) · Dolores Leeuwin (2013) · Dieuwertje Blok (2014) · Milouska Meulens (2015) · Anne Appelo (2018, 2019, 2020) · Pepijn Gunneweg (2018, 2019) · Plien van Bennekom (2020) · Kiefer Zwart (2020) · Ridder van Kooten (2020, 2021) · Esmée van Kampen (2021) · André Dongelmans (2021) · Jurre Geluk (2023)